# Pteroglossus humboldti
El arasarí de Humboldt (Pteroglossus humboldti) es una especie de ave del género Pteroglossus. Este tucán habita en zonas selváticas del nordeste de Sudamérica. Nidifica en huecos en troncos o ramas de árboles. Se alimenta de frutos, invertebrados y pequeños vertebrados.

## Distribución y hábitat
Vive en la selva tropical de la Amazonia, en el norte de Bolivia, oeste de Brasil, sur de Colombia, oriente del Ecuador y del Perú. 

## Taxonomía
Este taxón fue descrito originalmente en el año 1827 por el zoólogo alemán Johann Georg Wagler.
Durante décadas fue tratado como formando una subespecie de la especie P. inscriptus, es decir, Pteroglossus  inscriptus humboldti. Se ha reportado que hibridan ambas,de forma esporádica,  en la región del río Madeira. Una forma del Alto río Amazonas, descrita como la subespecie P. inscriptus didymus pasó a ser considerada un sinónimo de P. humboldti. Otra forma reportada para el río Yuruá como P. inscriptus olallae, resultó ser un híbrido entre de P. humboldti y P.  azara mariae.
Para mediados del año 2014 a P. humboldti se lo considera una especie plena, bajo un concepto más amplio que el de la especie biológica, tal como es el de especie filogenética.

## Estado de conservación
En la Lista Roja elaborada por la Unión Internacional para la Conservación de la Naturaleza (UICN) este taxón es categorizado como “bajo preocupación menor”.